# Uta Priew
Uta Priew (* 3. August 1944 in Karlsbad, Reichsgau Sudetenland) ist eine deutsche Opernsängerin (Mezzosopran).

## Leben
Priew begann als Choristin am Carl-Maria-von-Weber-Theater in Bernburg. Gesangunterricht nahm sie bei Wolfgang Rainer und Erna Feierabend am Konservatorium „Georg Friedrich Händel“ in Halle (Saale) und bei Maria Croonen an der Hochschule für Musik Leipzig.
1970 wurde sie von Operndirektor Harry Kupfer an das Deutsche Nationaltheater Weimar engagiert und sang dort in Werken von Mozart, Giuseppe Verdi, Johann Strauss, Christoph Willibald Gluck, Georges Bizet, Siegfried Matthus und Paul Dessau.
Seit 1980 war sie Ensemblemitglied der Staatsoper Unter den Linden in Berlin mit Partien wie Dorabella, Cherubino, Annius (La clemenza di Tito), Idamante, Selika (Die Afrikanerin), Amneris, Cenerentola, Carmen, Jeanne in der Oper Die Teufel von Loudun, Marie in Wozzeck, Klytämnestra, Herodias, Küsterin, Ortrud, Venus, Brangäne, Fricka, Waltraute und Kundry.
1984 erfolgte die Ernennung zur Kammersängerin. Von 1988 bis 2006 war sie ständiger Gast bei den Bayreuther Festspielen mit Rollen wie Kundry, Ortrud, Venus, Waltraute. Von 1991 bis 1996 gastierte sie oft an der Wiener Staatsoper mit Partien wie Kundry, Ortrud, Venus, Waltraute, Fricka und Brangäne.
Gastspiele und Konzerte fanden u. a. auch in München, Dresden, Düsseldorf, Hamburg, Paris, Mailand, Kopenhagen, Chicago, New York, Tokio, Moskau, Tel Aviv, Nizza, Monte Carlo, Sevilla unter Dirigenten wie Claudio Abbado, Daniel Barenboim, Pierre Boulez, Christoph von Dohnányi, Heinrich Hollreiser, James Levine, Kent Nagano, Peter Schneider, Giuseppe Sinopoli, Horst Stein, Otmar Suitner, Marek Janowski statt.
Priew arbeitete mit Regisseuren wie Ruth Berghaus, Dieter Dorn, Adolf Dresen, Erhard Fischer, Claus Guth, Pet Halmen, Harry Kupfer und Peter Mussbach zusammen. Von 1983 bis 1992 spielte sie als Nachfolgerin von Anny Schlemm in 94 Vorstellungen die Boulotte in Walter Felsensteins Ritter Blaubart an der Komischen Oper Berlin.
Ferner gab es zahllose Auftritte als Konzert-, Oratorien- und Liedinterpretin u. a. mit Werken von Johann Sebastian Bach, Georg Friedrich Händel, Ludwig van Beethoven, Felix Mendelssohn Bartholdy, Pjotr Iljitsch Tschaikowski, Johannes Brahms, Franz Schubert, Robert Schumann, Hanns Eisler, Ottorino Respighi, Arnold Schönberg und Gustav Mahler.
Priew gab Meisterkurse in Peking und in St. Petersburg. Seit dem Jahr 2000 ist sie Lehrbeauftragte an der Hochschule für Musik „Hanns Eisler“ Berlin, seit 2007 dort Honorarprofessorin.

## Schallplatten
- Rheingold, Walküre, Götterdämmerung.

## Video-Aufzeichnung
- Brangäne in Tristan und Isolde 1995
- Dritte Norne Götterdämmerung 1992